# Team K 6th Stage「RESET」
《Team K 6th Stage「RESET」》是AKB48 Team K的第6台公演。

## 概要
AKB48 Team K的第6台公演。2009年8月23日在武道館的演唱會『AKB104選抜メンバー組閣祭り』的第三公演發表的新隊制開始的第一次公演,當時有四個研究生昇格。

## 公演内容

### 曲目
前座Girl
1. 《檸檬的年紀》（檸檬の年頃）
（作詞：秋元康 作曲： 編曲：野中MASA雄一（日语：野中"まさ"雄一））

本編
1. 《overture》
（作曲、編曲：尾澤拓実 歌：TAZ）
2. 《RESET》
（作詞：秋元康 作曲：俊龍 編曲：Sizuk）
3. 《要洗的衣服們》（洗濯物たち）
（作詞：秋元康 作曲：平沢敦士 編曲：梅堀淳（日语：梅堀淳））
4. 《可以做你的女友吗？》（彼女になれますか?）
（作詞：秋元康 作曲、編曲：野中MASA雄一）
5. 《唔吼大游行》（ウッホウッホホ）
（作詞：秋元康 作曲：Jupiter 編曲：Funta（日语：Funta））
6. 《制服的抵抗》（制服レジスタンス）
（作詞：秋元康 作曲：伊藤心太郎 編曲：百石元）
7. 《奇跡也趕不及》（奇跡は間に合わない）
（作詞：秋元康 作曲：宮島律子 編曲：関淳二郎）
8. 《逆轉的王子殿下》（逆転王子様）
（作詞：秋元康 作曲：尾飛良幸 編曲：市川裕一）
9. 《為了明天而接吻》（明日のためにキスを）
（作詞：秋元康 作曲：酒井Mikyo（日语：酒井ミキオ） 編曲：野中"まさ"雄一）
10. 《心端的沙發》（心の端のソファー）
（作詞：秋元康 作曲：Kawano Michio（日语：カワノミチオ））
11. 《毒蜘蛛》（毒蜘蛛）
（作詞：秋元康 作曲：篤永猛彦 編曲：百石元）
12. 《输光爱情》（オケラ）
（作詞：秋元康 作曲：春行 編曲：武藤星児）
13. 《白色情人節…》（ホワイトデーには…）
（作詞：秋元康 作曲：俊龍 編曲：QuinN）
14. 《拼图48》（ジグソーパズル48）
（作詞：秋元康 作曲：Kawano Michio 編曲：樫原伸彦（日语：樫原伸彦））

安可曲
1. 《星空的錯誤》（星空のミステイク）
（作詞：秋元康 作曲：吉田将樹 編曲：市川裕一）
2. 《夢之鐘》（夢の鐘）
（作詞：秋元康 作曲： 編曲：梅堀淳）
3. 《搬家了》（引っ越しました）
（作詞：秋元康 作曲：向井成一郎（日语：向井成一郎） 編曲：野中MASA雄一）

### 演出
- 公演開始時，由四名研究生「前座girl」負責開場。
- 「夢之鐘」後的MC由被指名的一名研究生發表感想。
- 「搬家了」之後，到觀眾席投彩帶完結。

## AKB48 Team K 6th Stage「RESET」公演
- 公演期間：2010年3月12日 -2012年10月24日
- 公演次数:145场
- 出演成員
秋元才加、板野友美、内田真由美、梅田彩佳、大島優子、小野惠令奈、菊地彩香（菊地あやか）、田名部生来、中塚智實、仁藤萌乃、野中美乡、藤江丽奈（藤江れいな）、松井咲子、松井珠理奈、峯岸南（峯岸みなみ）、宮澤佐江、米澤瑠美、横山由依
  - 小野是2010年9月27日的公演畢業。横山是2010年10月10日由研究生昇格，在10月27日的公演演出。米澤2012年1月24日最后公演，2月5日脱退。2012年3月25日宣佈兼任Team K的SKE48 Team S成員松井珠理奈，6月1日初次公演
- 2011年6月18日的公演Team K沒有1人出演（TeamB:1名、Team4:4名、研究生:11名出演）。

- 分組曲擔當
  - 制服的抵抗
    - 仁藤、板野、小野→横山

  - 奇跡也趕不及合格
    - 野中、宮澤、米澤→松井珠

  - 逆轉的王子殿下
    - 内田、峯岸、中塚

  - 為了明天而接吻
    - 松井咲、秋元、菊地、田名部

  - 心端的沙發
    - 藤江、大島、梅田

## AKB48 研究生公演「RESET」
- 公演期間：2012年3月29日 - 9月8日
- 公演次数:60场
- 公演成员
  - 研究生
相笠萌、雨宮舞夏、岩立沙穂、梅田綾乃、大森美優、岡田彩花、北汐莉、北澤早紀、薩伊德橫田繪玲奈、佐佐木優佳里、篠崎彩奈、高島祐利奈、長谷川晴奈、平田梨奈、村山彩希、茂木忍、森山樱、渡邉寧寧

  - 北汐莉、森山樱在2012年7月30日、雨宮舞夏、長谷川晴奈、渡邊寧寧在同年8月4日出演了最后一场公演、同年8月5日从组合毕业。

  - 昇格成员
伊豆田莉奈、大島涼花、小嶋菜月、小林茉里奈、名取椎菜、藤田奈那、光宗薫、武藤十夢、森川彩香

  - 伊豆田莉奈、小嶋菜月、小林茉里奈、名取椎菜、藤田奈那、森川彩香在2012年6月24日从研究生昇格为正式成员。大島涼花、光宗薫、武藤十夢在8月24日从研究生昇格为正式成员。
- 分組曲主要的演唱成员（各曲各位置一次只有一名成员出演）
  - 制服的抵抗
    - 小林茉、高島、武藤
    - 相笠、平田
    - 伊豆田、岡田、北澤

  - 奇迹也赶不及合格
    - 雨宮、小林茉、薩伊德橫田
    - 名取、森川、光宗
    - 大森、佐佐木、森山

  - 逆转的王子殿下
    - 梅田綾
    - 村山、小林茉、高島、名取
    - 小嶋菜、篠崎、名取、平田

  - 为了明天而接吻
    - 北、佐佐木、平田
    - 茂木、藤田、光宗
    - 北澤、小嶋菜、森川
    - 大森、薩伊德橫田、渡邊

  - 心端的沙发
    - 岩立
    - 相笠、大島涼
    - 薩伊德橫田、長谷川、藤田

## SKE48 Team S 4th Stage「RESET」公演
- 公演期間：2013年7月23日 [1] - 2014年4月21日
- 出演成員 
阿比留李帆、石田安奈、磯原杏華、江籠裕奈、大矢真那、木崎由里亞（木﨑ゆりあ）、後藤理沙子、齊藤真木子、佐藤聖羅、都築里佳、出口陽、中西優香、新土居沙也加、松井珠理奈、向田茉夏、矢方美紀
  - 新土居沙也加是2013年11月30日的公演毕业。佐藤聖在2014年2月27日的公演之后毕业。选秀生松本慈子在3月11日正式出道，同月17日的公演开始参加演出。向田在3月23日的公演之后毕业。
- 分組曲擔當
  - 制服的抵抗
    - 都築、木﨑、斉藤

  - 奇跡也趕不及合格
    - 磯原、松井珠、阿比留

  - 逆轉的王子殿下
    - 後藤理、向田→矢方、新土居→木﨑

  - 為了明天而接吻
    - 佐藤聖→斉藤、大矢、江籠、出口

  - 心端的沙發
    - 矢方、石田、中西

## NMB48 Team M 2nd Stage「RESET」公演
- 公演期間：2014年5月2日 -
- 出演成员
東由樹、石塚朱莉、沖田彩華、川上礼奈、久代梨奈、近藤里奈、白間美瑠、高野祐衣、谷川愛梨、藤江丽奈、三浦亚莉沙、三田麻央、村上文香、村瀬紗英、矢倉楓子、山田菜菜、木下百花
- 分組曲擔當
  - 制服的抵抗（矢倉、近藤、沖田）
  - 奇跡也趕不及合格（谷川、木下、石塚）
  - 逆轉的王子殿下（白間、久代、川上）
  - 為了明天而接吻（藤江、村上、三田、東）
  - 心端的沙發（山田、村瀬、高野）

## AKB48 Team K 6th Stage「RESET」复活公演
- 公演期間：2014年5月7日 -
- 出演成员
相笠萌、阿部玛利亚（阿部マリア）、石田晴香、岩佐美咲、內田真由美、北原里英、小嶋真子、兒玉遥、小林香菜、後藤萌咲、島田晴香、下口緋奈奈、鈴木紫帆里、鈴木瑪莉亞、田野優花、永尾玛利亚（永尾まりや）、松井珠理奈、宮崎美穂、山本彩、湯本亚美、横山由依
- 支援成员
飯野雅（研究生）、谷口惠（研究生）、藤田奈那（Team A）
- 分组曲担当（◎代表center） （各曲各位置出演的成员有多种选择）

| 分組曲           | 公演初日演唱成員 | 代役之表演者                               |
| ---------------- | ---------------- | ------------------------------------------ |
| 制服的抵抗       | 相笠萌           | 下口緋奈奈                                 |
| 制服的抵抗       | ◎山本彩          | 相笠萌                                     |
| 制服的抵抗       | 田野優花         | 宮崎美穂                                   |
| 奇跡也趕不及合格 | 阿部玛利亚       |                                            |
| 奇跡也趕不及合格 | ◎兒玉遥          | 島田晴香、鈴木紫帆里、橫山由依             |
| 奇跡也趕不及合格 | 鈴木紫帆里       | 谷口惠（研究生）                           |
| 逆轉的王子殿下   | 永尾玛利亚       |                                            |
| 逆轉的王子殿下   | ◎松井珠理奈      | 小嶋真子、田野優花、飯野雅（研究生）       |
| 逆轉的王子殿下   | 後藤萌咲         |                                            |
| 為了明天而接吻   | 岩佐美咲         | 小林香菜                                   |
| 為了明天而接吻   | 北原里英         | 內田真由美                                 |
| 為了明天而接吻   | 島田晴香         | 小林香菜、內田真由美                       |
| 為了明天而接吻   | 横山由依         | 內田真由美、島田晴香、藤田奈那（Team A）   |
| 心端的沙發       | 湯本亞美         |                                            |
| 心端的沙發       | 石田晴香         | 下口緋奈奈、藤田奈那（Team A）             |
| 心端的沙發       | ◎小嶋真子        | 田野優花、鈴木紫帆里、鈴木瑪莉亞、湯本亞美 |

- 开场未表演《柠檬的年纪》一曲，而是直接自《overture》开始。
- 《唔吼大遊行》中的猩猩角色由橫山由依擔任，橫山休演時由島田晴香或鈴木紫帆里代演。

## SNH48 Team SII 4th Stage「勇氣重生」公演
- 公演期間：2014年11月7日 - 2015年6月20日
- 出演成員（初日成员）
- Team SII：陈观慧、陳思、戴萌、孔肖吟、李宇琪、莫寒、钱蓓婷、邱欣怡、孙芮、温晶婕、吴哲晗、徐晨辰、许佳琪、袁雨楨、张语格、赵嘉敏
- 分組曲負責成員
  - 《再見，制服》：赵嘉敏、张语格、戴萌
  - 《錯過奇蹟》：李宇琪、邱欣怡、孔肖吟
  - 《王子殿下》：莫寒、陈思、袁雨楨
  - 《獻給明天的吻》：陈观慧、徐晨辰、钱蓓婷、温晶婕
  - 《心的港灣》：吴哲晗、许佳琪、孙芮
- 《夢之鐘》变為《日升日落》
- 《嗚吼吼》中的猩猩角色由邱欣怡擔任

## AKB48 Team TP 1st Stage「RESET」公演
公演資料
- 公演期間：2020年9月19日－2023年1月15日
- 出演成員：
  - Unit Daisy：宮田留佳、潘姿怡、冼迪琦、柏靈、蔡亞恩、李孟純、國興瑀、林潔心、李采潔、吳婉淩
    - 暫停活動：賈宜蓁、董子瑄、林佳霓
    - 前成员：陳詩雅

  - Unit Bellflower：劉語晴、藤井麻由、邱品涵、林倢、蔡伊柔、李佳俐、王逸嘉、高云珏、張法法、翁彤薰、周家安
    - 暫停活動：鄭妤葳、羅瑞婷

  - Unit Sakura：周佳郁、林亭莉、劉曉晴、林易沄、林于馨、張羽翎、鄭佳郁、小山美玲、高硯晨、吳騏卉、袁子筑
    - 前成员：曾詩羽、林家瑩

  - 3期研究生：黃奕霖、黃昱燕、張少瞳、蘇姮羽

- 演出時程

| Unit Daisy     | Unit Daisy         |
| 日期           | 備註               |
| -------------- | ------------------ |
| 2020年9月19日  |                    |
| 2020年10月23日 |                    |
| 2020年10月24日 |                    |
| 2021年1月9日   |                    |
| 2021年2月20日  |                    |
| 2021年3月21日  |                    |
| 2021年4月17日  |                    |
| 2021年5月9日   |                    |
| 2021年8月14日  | 首次線上公演       |
| 2021年9月4日   | 線上公演           |
| 2021年10月23日 | 實體＋線上公演     |
| 2021年11月20日 | 恢復實體公演       |
| 2021年12月11日 |                    |
| 2022年1月8日   |                    |
| 2022年3月26日  |                    |
| 2022年4月23日  |                    |
| 2022年8月20日  | 陳詩雅最後劇場演出 |
| 2022年11月13日 | 3期生首次劇場公演  |
| 2022年12月18日 |                    |
| 2023年1月15日  |                    |

| Unit Bellflower | Unit Bellflower   |
| 日期            | 備註              |
| --------------- | ----------------- |
| 2020年9月19日   |                   |
| 2020年10月24日  |                   |
| 2020年10月25日  |                   |
| 2021年1月9日    |                   |
| 2021年2月21日   |                   |
| 2021年3月20日   |                   |
| 2021年4月18日   |                   |
| 2021年5月8日    |                   |
| 2021年8月14日   | 首次線上公演      |
| 2021年9月4日    | 線上公演          |
| 2021年10月24日  | 實體＋線上公演    |
| 2021年11月20日  | 恢復實體公演      |
| 2021年12月11日  |                   |
| 2022年1月9日    |                   |
| 2022年3月26日   |                   |
| 2022年4月23日   |                   |
| 2022年8月21日   |                   |
| 2022年11月12日  | 3期生首次劇場公演 |
| 2022年12月17日  |                   |
| 2023年1月14日   |                   |

| Unit Sakura    | Unit Sakura       |
| 日期           | 備註              |
| -------------- | ----------------- |
| 2020年9月20日  |                   |
| 2020年10月22日 |                   |
| 2020年10月25日 |                   |
| 2021年1月10日  |                   |
| 2021年2月20日  |                   |
| 2021年3月20日  |                   |
| 2021年4月17日  |                   |
| 2021年5月8日   |                   |
| 2021年8月15日  | 首次線上公演      |
| 2021年9月5日   | 線上公演          |
| 2021年10月24日 | 實體＋線上公演    |
| 2021年11月21日 | 恢復實體公演      |
| 2021年12月12日 |                   |
| 2022年1月8日   |                   |
| 2022年3月27日  |                   |
| 2022年4月23日  |                   |
| 2022年8月20日  |                   |
| 2022年11月12日 | 3期生首次劇場公演 |
| 2022年12月17日 |                   |
| 2023年1月14日  |                   |

備註
- 2022年8月公演場地為三創生活園區，其餘場次地點為華山1914文化創意產業園區烏梅劇院。
- 《唔吼大遊行》在AKB48 Team TP的版本翻譯為《嗚吼嗚吼吼》，此曲以單曲形式於2020年9月17日發行。

### 2025年公演
公演資料
- 公演期間：2025年5月23日－
- 出演成員：
  - Unit TIC TAC TOE：劉曉晴、潘姿怡、林于馨、伊品、張少瞳、黃奕霖、孟庭筠、陳昭霓、唐靜、林瑋庭、陳泰琌、陳嘉儀、邱宜靚、楊亞芸
  - Unit Peek A Boo：林易沄、蔡亞恩、蔡伊柔、張羽翎、黃昱燕、蘇姮羽、陳穎臻、陳以凌、徐沛婠、彭鈺婷、蔡喬茵、陳巧儀、劉子菲
    - 前成員：董子瑄

- 演出時程

| Unit TIC TAC TOE  | Unit TIC TAC TOE   |
| 日期              | 備註               |
| ----------------- | ------------------ |
| 2025年5月24日     |                    |
| 2025年5月25日午场 |                    |
| 2025年6月21日     |                    |
| 2025年6月22日晚场 |                    |
| 2025年7月12日     |                    |
| 2025年7月13日晚场 |                    |
| 2025年8月22日     |                    |
| 2025年8月24日晚场 | 潘姿怡最後劇場公演 |

| Unit Peek A Boo   | Unit Peek A Boo    |
| 日期              | 備註               |
| ----------------- | ------------------ |
| 2025年5月23日     |                    |
| 2025年5月25日晚场 | 董子瑄最後劇場公演 |
| 2025年6月20日     |                    |
| 2025年6月22日午场 |                    |
| 2025年7月11日     |                    |
| 2025年7月13日午场 |                    |
| 2025年8月23日     |                    |
| 2025年8月24日午场 |                    |

## 錄音室收錄CD

### Team K 6th Stage「RESET」（CD）
- 收錄成員
  - 秋元才加、板野友美、内田真由美、梅田彩佳、大島優子、小野恵令奈、菊地彩香、田名部生来、中塚智實、仁藤萌乃、野中美郷、藤江丽奈、松井咲子、峯岸南、宮澤佐江、米澤瑠美

- 收錄曲
  1. overture
  2. RESET
  3. 要洗的衣服們
  4. 可以做你的女友吗?
  5. 唔吼大游行
  6. 制服的抵抗（歌：板野、小野、仁藤）
  7. 奇迹也赶不及合格（歌：野中、宮澤、米澤）
  8. 逆转的王子殿下（歌：内田、中塚、峯岸）
  9. 为了明天而接吻（歌：秋元、菊地、田名部、松井）
  10. 心端的沙发（歌：梅田、大島、藤江）
  11. 毒蜘蛛
  12. 输光爱情
  13. 白色情人节…
  14. 拼图48
  15. 星空的错误
  16. 梦之钟
  17. 搬家了

### Team TP 1st Stage「RESET」（CD）
- 收錄成員
  - Unit Daisy：陳詩雅、潘姿怡、冼迪琦、柏靈、蔡亞恩、李孟純、國興瑀、賈宜蓁、林潔心、董子瑄、李采潔、宮田留佳、吳婉淩、林佳霓
  - Unit Bellflower：劉語晴、藤井麻由、邱品涵、林倢、李佳俐、王逸嘉、蔡伊柔、高云珏、張法法、鄭妤葳、羅瑞婷、翁彤薰、周家安
  - Unit Sakura：曾詩羽、周佳郁、劉曉晴、林易沄、林于馨、張羽翎、林家瑩、小山美玲、鄭佳郁、高硯晨、吳騏卉、袁子筑、林亭莉

- 收錄曲
  1. 檸檬的年紀
  2. overture（Team TP ver.）
  3. RESET
  4. 要洗的衣服們
  5. 可以做你的女友嗎？
  6. 嗚吼嗚吼吼
  7. 制服的抵抗
  8. 奇蹟也趕不及
  9. 逆轉的王子殿下
  10. 為了明天而接吻
  11. 心端的沙發
  12. 毒蜘蛛
  13. 輸光愛情
  14. 白色情人節…
  15. 拼圖48
  16. 星空的錯誤
  17. 夢之鐘
  18. 搬家了

- 收錄視頻
  - RESET公演18首現場精華全紀錄

## 劇場公演DVD

### Team K 6th Stage「RESET」（DVD）
- 收錄成員
  - 秋元才加、板野友美、内田真由美、梅田彩佳、大島優子、菊地彩香、田名部生来、中塚智實、仁藤萌乃、野中美郷、藤江丽奈、松井咲子、峯岸南、宮澤佐江、横山由依、米澤瑠美
- 收錄曲
  1. overture
  2. RESET
  3. 要洗的衣服們
  4. 可以做你的女友吗?
  5. 唔吼大游行
  6. 制服的抵抗（歌：板野、小野、仁藤）
  7. 奇迹也赶不及合格（歌：野中、宮澤、米澤）
  8. 逆转的王子殿下（歌：内田、中塚、峯岸）
  9. 为了明天而接吻（歌：秋元、菊地、田名部、松井）
  10. 心端的沙发（歌：梅田、大島、藤江）
  11. 毒蜘蛛
  12. 输光爱情
  13. 白色情人节…
  14. 拼图48
  15. 星空的错误
  16. 梦之钟
  17. 搬家了

### SKE48 Team S 4th Stage「RESET」（DVD）
- 收錄成員
  - 阿比留李帆、石田安奈、矶原杏华、江笼裕奈、大矢真那、木崎由里亚、后藤理沙子、齐藤真木子、佐藤圣罗、都筑里佳、出口阳、中西优香、新土居沙也加、松井珠理奈、向田茉夏、矢方美纪
- 收錄曲
  1. overture（SKE48 ver.）
  2. RESET
  3. 要洗的衣服們
  4. 可以做你的女友吗?
  5. 唔吼大游行
  6. 制服的抵抗（歌：都筑、木﨑、斉藤）
  7. 奇迹也赶不及合格（歌：矶原、松井珠、阿比留）
  8. 逆转的王子殿下（歌：后藤理、向田、新土居）
  9. 为了明天而接吻（歌：佐藤圣、大矢、江笼、出口）
  10. 心端的沙发（歌：矢方、石田、中西）
  11. 毒蜘蛛
  12. 输光爱情
  13. 白色情人节…
  14. 拼图48
  15. 星空的错误
  16. 梦之钟
  17. 搬家了

## 腳註
1. ↑  . SKE48 OFFICIAL WEB SITE. 2013-07-23  [2013-07-24]. （原始内容存档于2013-11-01） （日语）.

## 外部連結
- 6th Stage「RESET」公演楽曲（AKB48公式サイト）